# Catalina Mackenzie

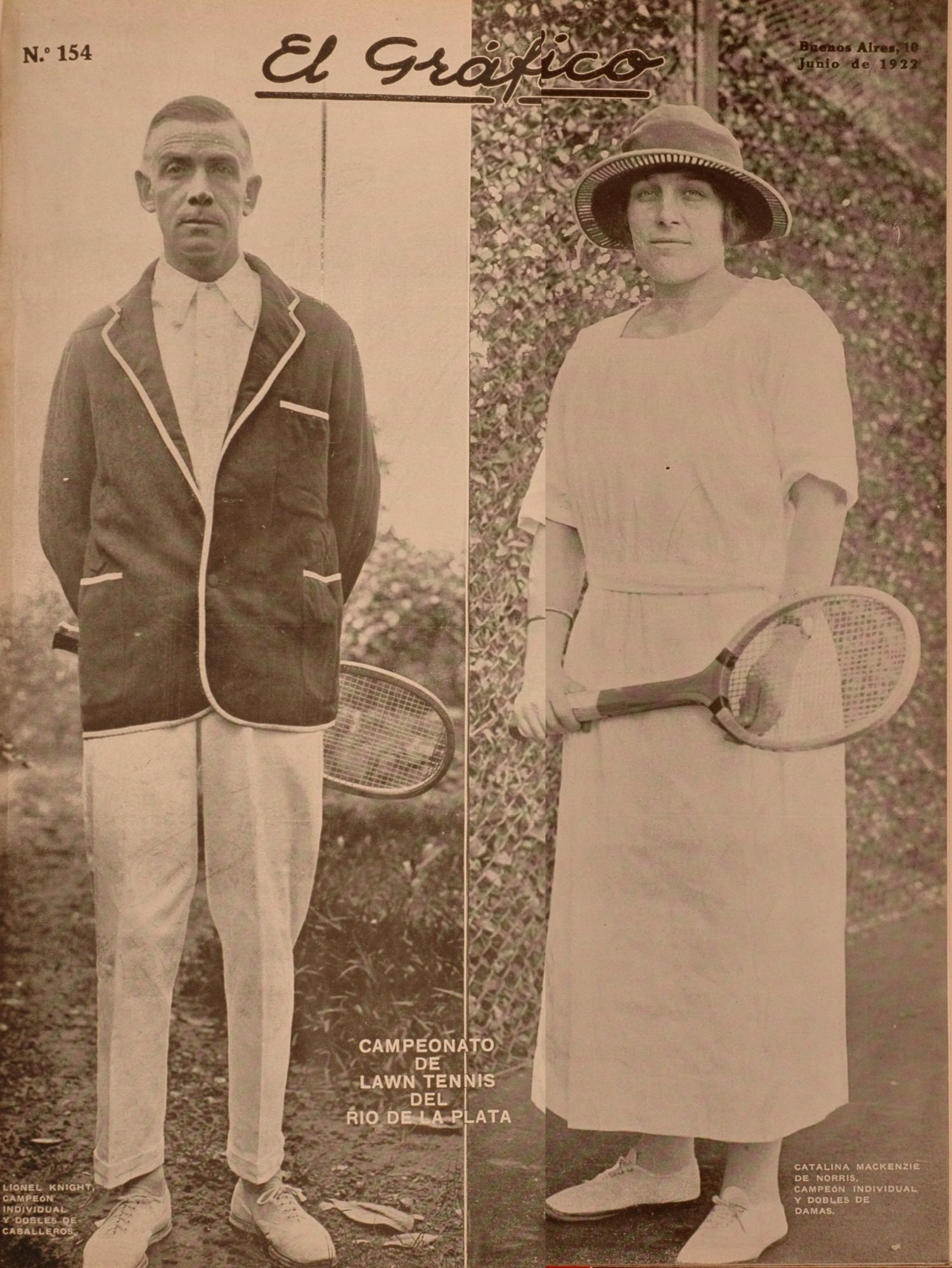
Catalina Mackenzie junto al también tenista Lionel Knight en la tapa de la revista El Gráfico del 10 de junio de 1922. Puede leerse: Campeonato de Lawn Tennis del Río de la Plata. Lionel Knight, campeón individual y dobles de caballeros. Catalina Mackenzie de Norris, campeón individual y dobles de damas.

Catalina Mackenzie de Norris fue una destacada tenista argentina que ganó el Campeonato del Río de la Plata en las ediciones de 1916 (derrotó a Inés Anderson), 1918 (derrotó a Inés Anderson), 1919 (derrotó a Analía Obarrio), 1921 (derrotó a Inés Anderson) y 1922 (derrotó a María Turnbull de Rendtorff). Asimismo, llegó a la final del torneo en 1910 (perdió con Florence Fraser) y 1914 (perdió con Dorothy W. Boadle).
En dobles de damas ganó en cuatro ocasiones el mismo torneo: en 1916 y 1918 junto a Winnie Mackenzie, y en 1921 y 1922 junto a Inés Anderson. Asimismo, en 1917, haciendo dupla con Winnie Mackenzie, perdieron la final contra Dorothy W. Boadle y Elena D. Drabble.
En dobles mixtos ganó en cuatro oportunidades el torneo: en 1913 junto a R. O. Sheward, en 1916 junto Alfredo Villegas, en 1918 junto a Lionel H. Knight y en 1921 junto a Carlos Morea.